# Calesitas de Buenos Aires

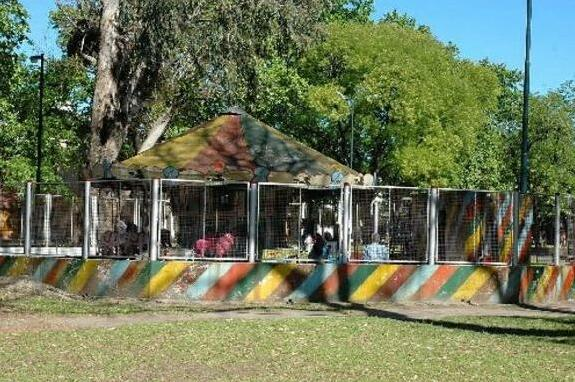
En el Parque Saavedra se encuentra una de las conocidas calesitas de Buenos Aires.

Las calesitas de Buenos Aires forman parte del valor patrimonial de la ciudad. Sobreviven en la Ciudad de Buenos Aires 55 calesitas ubicadas en espacios públicos, aunque este número puede no ser del todo correcto (ver Lista de las Calesitas de Buenos Aires para más detalles). En su día ingrediente infaltable de las plazas de cada barrio, forman parte en la memoria colectiva de los recuerdos infantiles de generaciones de argentinos

## Calesita
La calesita es la denominación que se le da en la Argentina a un juego que consiste en una plataforma circular giratoria, en cuya base se encuentran instalados asientos. Estos asientos tienen comúnmente la forma de animales (generalmente caballos), automóviles y aviones. En las calesitas porteñas los asientos generalmente son estáticos, a diferencia de otros países donde, a medida que la plataforma gira, tienen un movimiento vertical, si bien también los hay movibles.

El diseño artístico de las Calesitas fue Reinventado con la gran creación de la Profesora, Astróloga y Artista, María Florencia Cortinas, quien en 2007 dibujo, creo y pinto los diseños de la Calesita de Almagro, ubicada en la plaza de Almagro

## Estado de conservación
Las actuales calesitas de Buenos Aires son un poco más de cincuenta, la mayoría están instaladas en parques y plazas y fueron construidas por la empresa cordobesa Sequalino Hnos. Algunas de ellas son muy conocidas, como la de Parque Lezama.

## Historia
La primera calesita argentina se instaló entre 1867 y 1870 en el antiguo barrio del Parque, que quedaba entre lo que hoy es el Teatro Colón y el Palacio de Tribunales, donde se encuentra actualmente la Plaza Lavalle. La misma había sido fabricada en Alemania, ya que hasta 1891 no se fabricaría una en el país. Esta primera calesita argentina fue construida por Cirilo Bourrel, Francisco Meric y un financista español apellidado De la Huerta, y fue instalada en la entonces plaza Vicente López.
La empresa que habían formado se disolvió a los pocos años, y solo De la Huerta continuó fabricándolas. Solía vendérselas a los inmigrantes españoles con facilidades de pago, para que tuvieran una fuente de trabajo apenas arribaran al país.
Si bien en la Argentina la generalidad de estos juegos son del tipo calesita, también pueden encontrarse algunos carruseles. El primer carrusel argentino fue fabricado por la empresa Sequalino Hnos, que había sido fundada en la ciudad de Rosario, por encargo de otra empresa, la CUMA - Carruseles Ultramodernos Argentinos La Salvia. Este carrusel funcionó por primera vez en 1943, en un terreno ubicado en la intersección de la Avenida Rivadavia y la calle Hidalgo. En 1946 fue trasladada al Zoológico de Buenos Aires, donde permaneció hasta 1979 cuando fue comprada por 19 mil dólares y trasladada a un predio que posee el Club de Leones, ubicado en la localidad de Ayacucho.
La fábrica de los hermanos Sequalino construía no solo para el país, la mayoría de las calesitas de la Ciudad de Buenos Aires fueron hechas allí, sino también para Uruguay, Perú, Chile, Paraguay y Brasil. Cada calesita tenía un período de producción de alrededor de un mes y funcionaban con energía eléctrica, pero como también fabricaban para pueblos donde la electricidad no llegaba, algunas eran movidas por caballos. La fábrica que supo proveer de este juego a buena parte de la región, cerró definitivamente en 1984.
El diseño artístico de las Calesitas fue Reinventado con la gran creación de la Profesora, Astróloga y Artista, María Florencia Cortinas, quien en 2007 dibujo, creo y pinto los diseños de la Calesita de Almagro, ubicada en la plaza de Almagro

## Sortija
La sortija es un instrumento metálico insertado dentro de una pieza de madera con forma de calabaza. Es agitada por el calesitero, que se posiciona de pie abajo de la calesita en un lugar fijo; mientras los niños intentan agarrarla ya que quien consigue hacerlo, obtiene el derecho a dar una vuelta adicional en calesita de manera gratuita. 
La sortija se introdujo en la calesita durante los años 30, época en la que solía encontrarse a calesiteros nómadas, que armaban sus calesitas en cualquier potrero, donde permanecían un tiempo y luego se mudaban a otro sitio.

## Ubicación de algunas calesitas
Las calesitas se encuentran en un gran número de barrios de la Ciudad de Buenos Aires, son pocos los barrios que no cuentan al menos con una calesita.

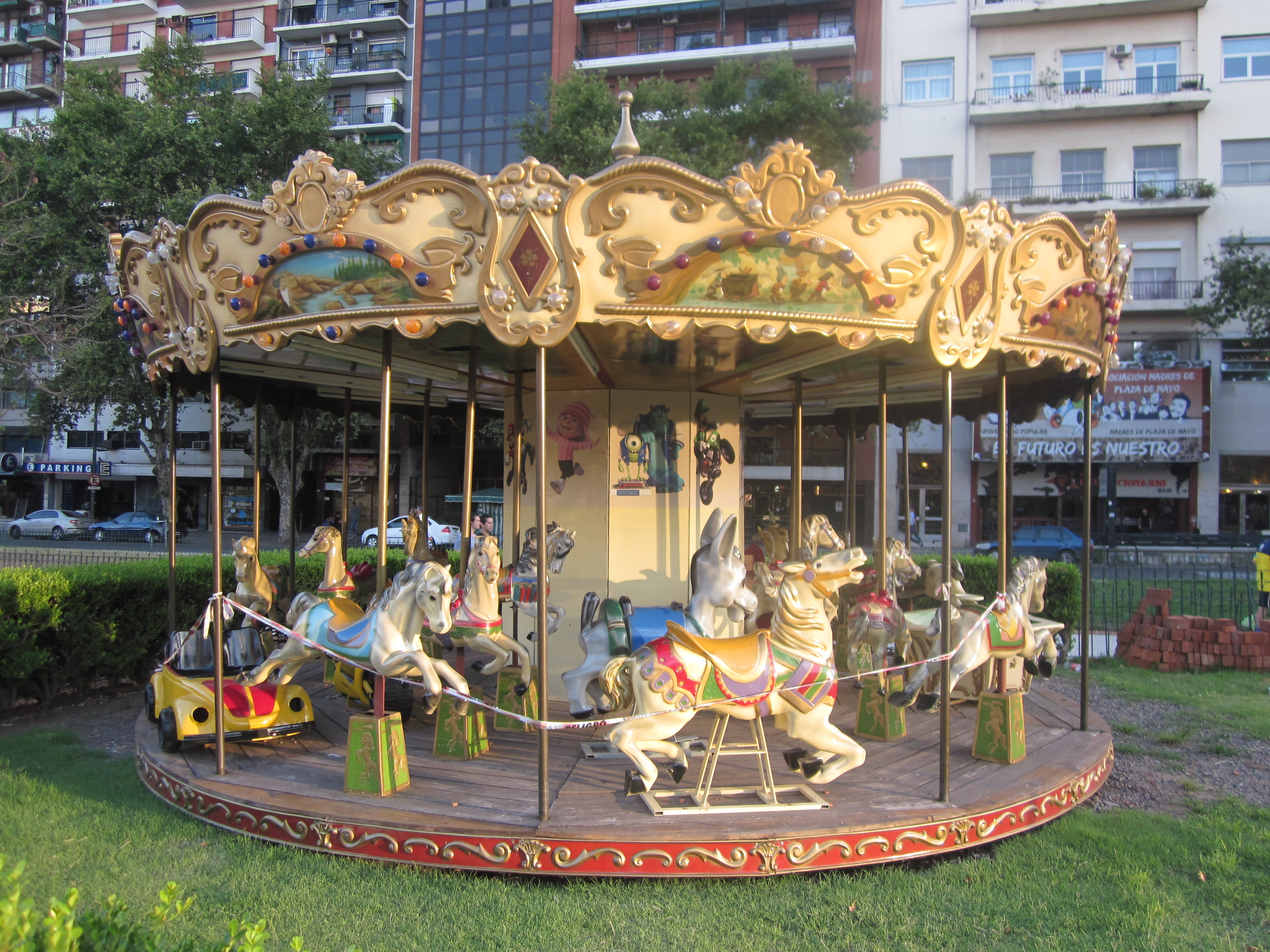
Calesita de la Plaza del Congreso

Como dato curioso existe la calesita del Parque Rivadavia, corazón del barrio de Caballito, posee un techo, pintado en triángulos multicolores finaliza en una veleta azul en forma de flecha, y sobre ella, galopa airosa la silueta de un caballito. 
La música de "La gallina turuleca" cantada por Gaby, Fofó y Miliki fluye por los parlantes, mientras los chicos, brazo en alto y montado a un caballo que sube y baja, intentan sacarle la sortija al calesitero.

## Imágenes

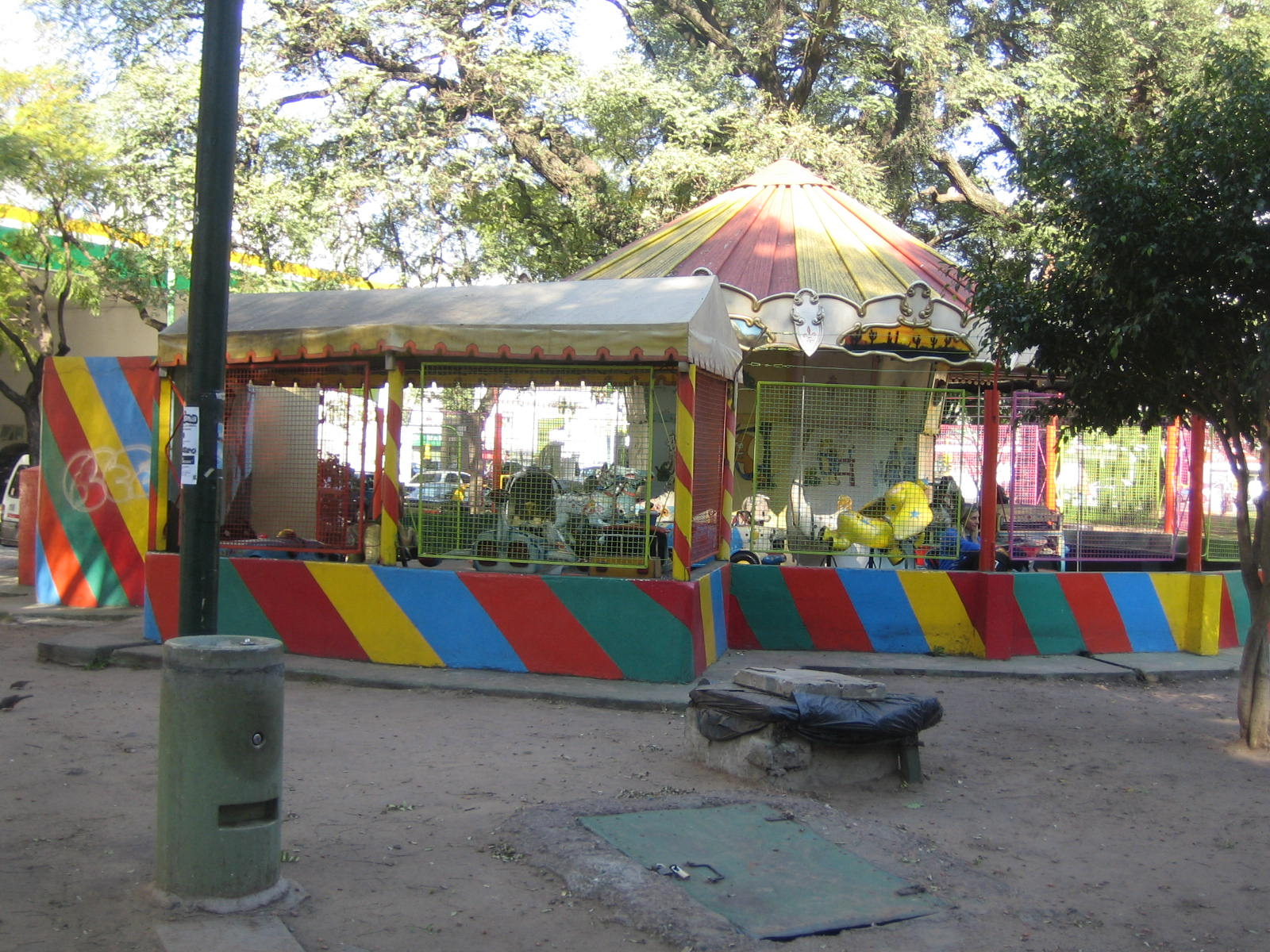
Calesita de la Plaza Balcarce.
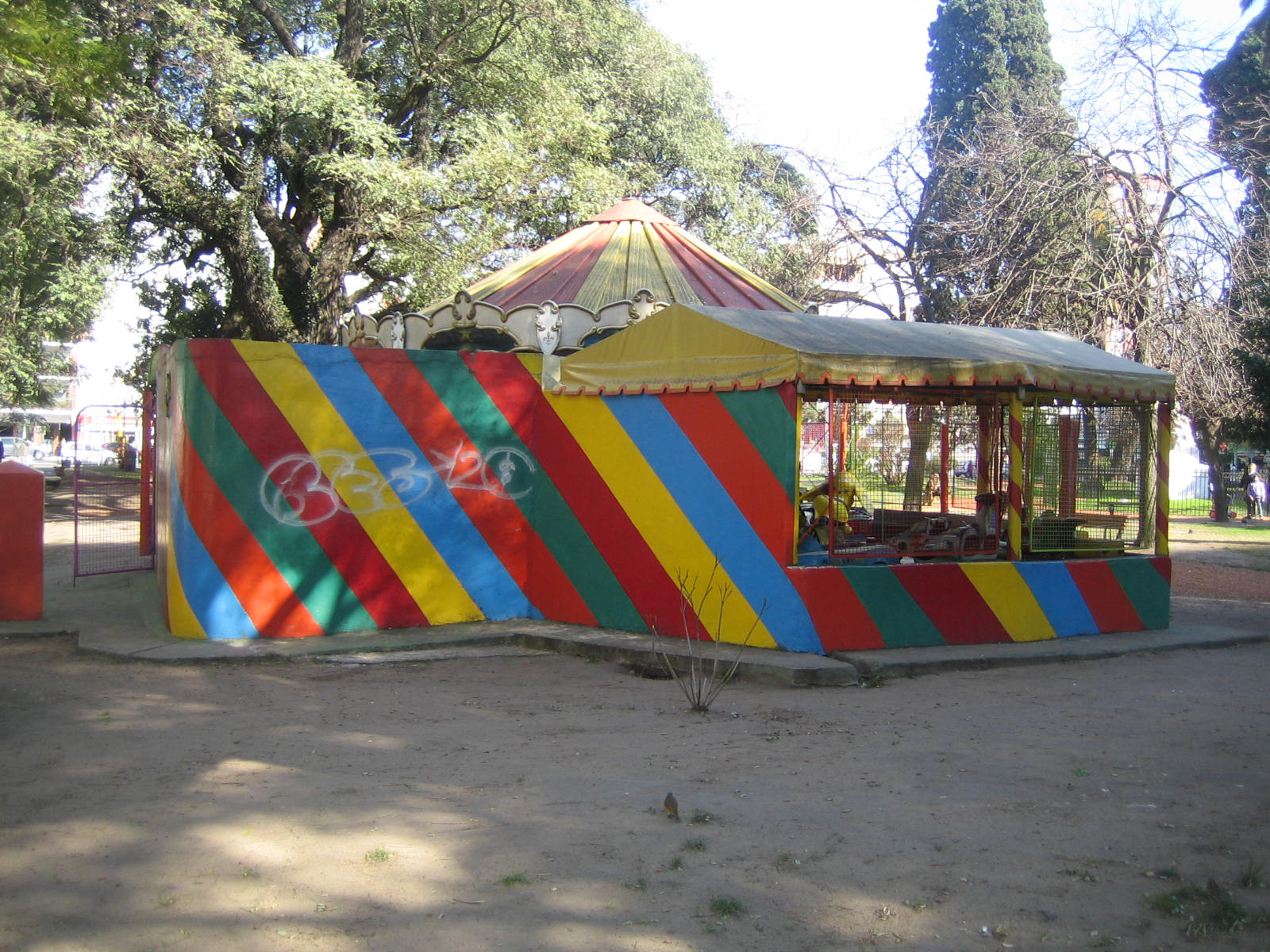
Otra imagen de la calesita de la Plaza Balcarce.